# Xanthoparmelia rubropustulata
Xanthoparmelia rubropustulata är en lavart som beskrevs av Hale. Xanthoparmelia rubropustulata ingår i släktet Xanthoparmelia och familjen Parmeliaceae.   Inga underarter finns listade i Catalogue of Life.